# Фролов Олександр Миколайович (вояк)
Олекса́ндр Микола́йович Фроло́в (18 січня 1974 — 16 лютого 2015) — молодший сержант Збройних сил України.

## Життєвий шлях
Закінчив полтавську ЗОШ № 6. Займався куховарством, проживав з родиною в Полтаві.
У часі війни — доброволець, командир бойової машини — командир відділення гірськопіхотної роти 15-го окремого гірськопіхотного батальйону.
Загинув 16 лютого 2015-го під час вчиненого російськими терористами мінометного обстрілу опорного пункту «Балу» під Дебальцевим; тіло знайшли в полі.
Похований на Алеї Героїв Божківського кладовища Полтави з військовими почестями, в останню дорогу проводжали Героя на колінах.
Без Олександра лишилися дружина та двоє синів.

## Нагороди та вшанування
- Указом Президента України № 270/2015 від 15 травня 2015 року — орденом «За мужність» III ступеня (посмертно)[1]
- медаллю УПЦ КП «За жертовність і любов до України» (посмертно)
- нагороджений відзнакою «За вірність народу України» І ступеня (рішення Полтавської обласної ради, посмертно)
- 1 вересня 2016 у полтавській гімназії № 6 відкрито меморіальну дошку випускникові Олександру Фролову

## Галерея

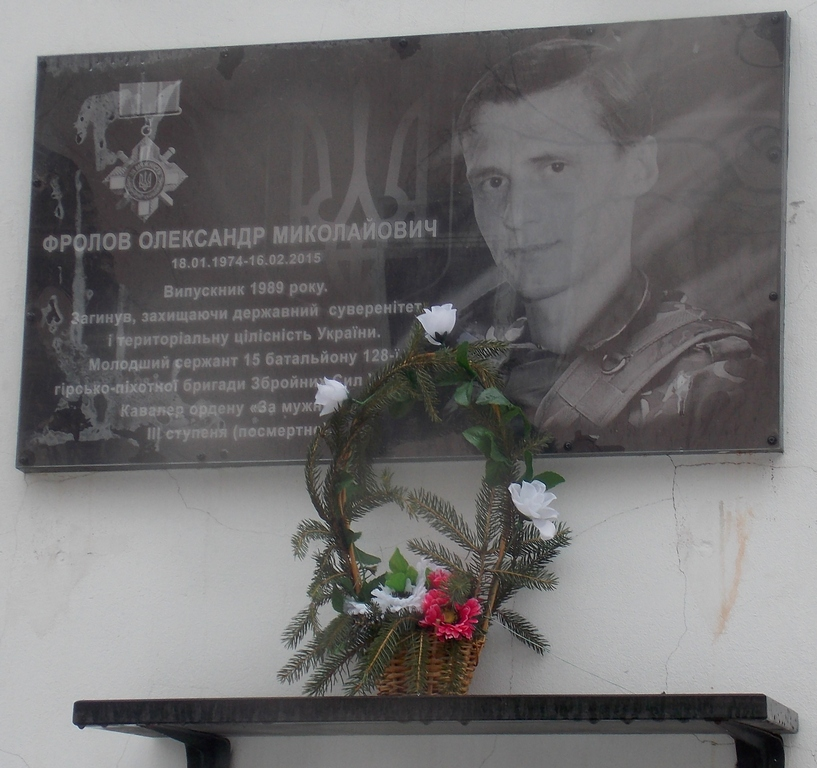
Меморіальна дошка